# Chieko Katsumata
Chieko Katsumata (勝間田 千恵子, Katsumata Chieko), née à Gotenba en 1950, est une céramiste japonaise qui vit et travaille à Kyoto. Elle est principalement connue pour sa technique d'engobes colorés superposés.

## Biographie
Chieko Katsumata s'est entièrement formée à la céramique en France, où elle effectue un voyage en 1973, auprès de l'artiste Fance Franck, spécialiste de la technique sang-de-bœuf qu'elle a redécouverte,. Après un diplôme d'architecture et un intérêt pour le design industriel, l'artiste conçoit ses premières pièces de manière ludique, pour les arts de la table, puis se tourne vers des récipients plus sculpturaux. Durant sa formation, l'artiste suit les cours de l'Ecole nationale supérieure des Arts Appliqués, puis retourne à Kyoto où elle complète sa formation à l'Université des Beaux-Arts d'Osaka auprès du céramiste d'avant-garde Mutsuo Yanagihara. Riche de ces apprentissages, Chieko Katsumata met au point une technique d'engobes colorés superposés qui offre une texture particulière et innovante,. L’artiste crée des nuances électriques grâce à des lamelles d’argile colorées, qu’elle applique à la brosse et à la gaze après avoir initialement passé son œuvre au feu pour révéler la profondeur des couleurs.
Les œuvres de Chieko Katsumata marquent son goût pour la flore, s’inspirant souvent de formes végétales ou florales. 
L'artiste, installe son four à céramique à Kyoto, où l'émulation avec d'autres artistes céramistes japonais est moindre. Ses œuvres sont présentes au Portland Art Museum, au Metropolitan Museum of Art, au Brooklyn Museum, au Musée national d'Art moderne de Tokyo ou le Musée de la Céramique moderne de Gifu, à l'Académie internationale de la céramique à Genève. En France, le Musée Cernuschi possède quelques-unes de ses œuvres.

## Œuvres
- 黄 青色 花瓶 (« Vase jaune et bleu »), 1996, grès Shigaraki, 21,9 x 21,9 x 21,9 cm.
- サンゴ (« Sculpture de corail »), période Heisei, 1998, grès Shigaraki, 21,9 x 27,9 x 22,9 cm, don de Halsey et Alice North, en l'honneur de Monika Bincsik en 2015.
- Akoda Pumpkin, 2019, céramique et engobes colorés, 36 x 36 x 38 cm, Galerie Dutko, Paris.

## Expositions
- L'Asie maintenant, Musée Guimet, Paris, 16 octobre 2019 - 6 janvier 2020.
- Katsiumata Chieko : Nature Transformed, Joan B. Mirviss Ltd., Upper East Side, New York, 9 juin 2015 - 31 juillet 2015.